# Venusia expressa
Venusia expressa là một loài bướm đêm trong họ Geometridae.